# المؤتمرات الأفخارستية

هو المؤتمر الثلاثون في سلسلة من المؤتمرات الدينية الكاثوليكية، المعروفة بالمؤتمرات الأفخارستية. 

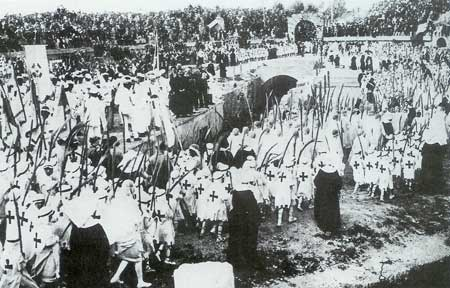
صورة لإحدى فعاليات المؤتمر

وإذا كانت المؤتمرات الأولى قد انعقدت بالبلاد المسيحية بالقارة الأوروبية أساسا فإن هذا المؤتمر اكتسى صبغة خاصة لانعقاده ببلد إسلامي هو تونس بما اعتبر تهديدا للإسلام وغزوا لداره.

## المؤتمر وإطاره
انعقد المؤتمر الأفخارستي بقرطاج بين 7 و11 ماي /أيار 1930، وقد تم الاختيار على قرطاج باعتبارها عاصمة قديمة للمسيحية في شمال إفريقيا. والمهم كذلك أن هذا المؤتمر قد تزامن مع الاحتفالات التي قام بها الاستعمار الفرنسي بمناسبة الذكرى المائوية لاحتلال الجزائر (1830)، وإصدار الظهير البربري بالمغرب الأقصى في نفس الشهر ماي/أيار 1930. ولذلك اعتبر التونسيون هذا المؤتمر تحديا لمشاعرهم الإسلامية، خاصة وقد تم خلاله توزيع مناشير بالعربية تدعو التونسيين إلى اعتناق المسيحية ووقع استعراض آلاف الأطفال الذين يرتدون أزياء بها صلبان بما يذكر بالحملة الصليبية الثامنة التي قادها لويس التاسع لاحتلال تونس عام 1270م. ونظر إليه من قبل الأوساط المقربة من المنظمين على أنه الحملة الصليبية التي نجحت.

## المساندة الرسمية والاحتجاج الشعبي
وقد لقي هذا المؤتمر مساندة الحكومة الفرنسية رغم التزامها العلماني. إذ استقبل أسقف قرطاج من قبل رئيس الجمهورية غاستون دومرغ، وأعرب له عن تشجيعه، وخصصت سلطات الاحتلال للمؤتمر مبالغ مالية هامة. وقد لقي هذا المؤتمر احتجاجات واسعة من قبل التونسيين من بينها إضراب عملة الرصيف بميناءي تونس وبنزرت قبل أربعة أيام من انعقاد المؤتمر، كما أضرب الطلبة والتلامذة وخرجوا في مظاهرات، ألقي خلالها القبض على عدد منهم.

## صفحات ذات علاقة
- المؤتمرات الأفخارستية